# Jutta Sauer
Jutta Sauer, geborene Pelz (* 19. März 1944 in Schönlanke, Pommern) ist eine deutsche Autorin und Herausgeberin.

## Leben
Jutta Sauer wuchs als Flüchtlingskind im Schlosspark Leveste des Freiherrn Knigge auf. Anschließend besuchte sie das Gymnasium und die Höhere Handelsschule (Wirtschaftsabitur). Berufliche Stationen hatte sie in Konzernen in Wuppertal, München und Osnabrück. Über den zweiten Bildungsweg absolvierte sie ein Studium der Literatur- und Kunstwissenschaft sowie Philosophie an der Universität Osnabrück mit Abschluss als Magister artium. Danach erhielt sie Lehraufträge für Angewandte Literaturwissenschaft (Universität Osnabrück). Daneben arbeitete sie als Kulturjournalistin und Literaturdozentin.
Auf der Grundlage ihres Konzepts wurde in Osnabrück 1991 das Literaturbüro Westniedersachsen gegründet. Von 1991 bis 2009 war sie Leiterin des Büros sowie Geschäftsführerin für den Erich-Maria-Remarque-Friedenspreis. Zudem war sie ehrenamtlich in literarischen Verbänden tätig, unter anderem 1997 bis 2001 als stellvertretende Vorsitzende im Bundesvorstand des Verbandes deutscher Schriftsteller und 2000 bis 2004 als Vorsitzende des Literaturrates Niedersachsen e.V.
Sie lebt als freie Schriftstellerin in Osnabrück und ist Mitglied des PEN-Zentrums Deutschland.
2006 wurde sie in die Jury des Erich-Maria-Remarque-Friedenspreises berufen.
Seit 2016 ist sie Koordinatorin des PEN-Förder- und Freundeskreises.

## Werk
Jutta Sauer veröffentlicht Lyrik, Prosa und Essays in Buchform, aber auch in Zeitschriften und Anthologien (unter anderem bei Suhrkamp, Eichborn, Goldmann, S. Fischer, Wallstein, Wiener Frauenverlag) sowie Features im Rundfunk (Schweizer Radio DRS, Radio Bremen). Sie war Herausgeberin des Kulturmagazins „ANSCHLÄGE“ und der Dokumentationen zum Erich-Maria-Remarque-Friedenspreis von 1991 bis 2009.

## Publikationen
- Abgeschminkt, Gedichte. Frankfurt am Main 1982, ISBN 3-88323-378-1.
- Walpurgiszeiten, Gedichte. Göttingen 1988, ISBN 3-921860-32-6.
- Du sollst dir kein Bildnis machen. Die Frauenbilder des Max Frisch, Feature. Bern/Bremen 1988/1989.
- Wichtig ist nur die Reise zu sich selbst. Bleistiftnotizen einer literarischen Reise, Feature. Radio DRS, 1990.
- „Etwas zwischen Männern und Frauen“. Die Sehnsucht der Marieluise Fleißer, PapyRossa, Köln 1991, ISBN 3-89438-027-6.
- als Hrsg.: Nachdenken über Felix Nussbaum, Texte zu Bildern, Bramsche 1994, ISBN 3-930595-07-9.
- Leveste, in: Mathias Mertens (Hrsg.): Peine, Paris, Pattensen. Literarische Erhebungen im flachen Land, Göttingen 2006, ISBN 978-3-8353-0085-9.
- als Hrsg.: Menschen und Masken. Literarische Begegnungen mit dem Maler Felix Nussbaum, Springe 2016, ISBN 978-3-86674-525-4.
- Italienischer Frühling, Roman. Hamburg 2019, Hardcover ISBN 978-3-7482-2881-3.
- „Wie nur ein Haifisch trösten kann“ : Ilse Aichinger. Ein Porträt, Berlin 2021, Hardcover ISBN 978-3-949302-02-2

## Auszeichnungen
- 1986 Joachim-Ringelnatz-Preis der Stadt Cuxhaven
- 1988 Nominierung für das Internationale Poesiefestival Struga/Jugoslawien
- 1992 Niedersächsisches Künstlerstipendium (jetzt: Nicolas-Born-Preis)
- 1994 Nominierung für das internationale Schwarzmeerprojekt „The Waves of the Black Sea“
- 1996 Casa-Baldi-Stipendium der Accademia Tedesca Villa Massimo, Rom
- 1998 Auslandsreisestipendium des Auswärtigen Amtes (Italien)
- 2000 Auslandsreisestipendium des Auswärtigen Amtes (Slowenien)
- 2000 Aufenthaltsstipendium Künstlerhof Schreyahn 2000.